# Adolph Majer
Ludwig Adolph Majer (* 12. April 1821 in Neuenbürg; † 4. August 1868) war ein deutschamerikanischer Apotheker und Revolutionär. In der Revolution 1848/49 trat er zunächst in der Heilbronner Gegend durch Reden und Veröffentlichungen hervor und wurde deswegen als erster 1848er-Revolutionär auf dem Hohenasperg inhaftiert. Im Februar 1849 brach er aus und führte in der Badischen Revolution eine Freischar. Nach dem Scheitern der Revolution wurde er in London, Frankreich und der Schweiz für den Bund der Kommunisten tätig. Schließlich wanderte er 1852 in die Vereinigten Staaten aus, wo er in New York als Arzt wirkte.

## Leben

### Herkunft
Majer wurde 1821 als Sohn des Försters Friedrich Karl Majer geboren. Von Herbst 1835 bis Ostern 1840 absolvierte er bei dem Apotheker Ulmer in Nürtingen eine Apothekerlehre, der 1844 die Apothekerprüfung (Staatsprüfung) in Tübingen folgte. Anschließend hielt er sich über ein Jahr in der Schweiz auf und reiste auch nach Italien und Frankreich. Ab 1846 war er wieder in Deutschland und arbeitete als Apothekergehilfe (also als Angestellter ohne eigene Apotheke) zunächst in Neckarsulm, dann in Wimpfen, Cannstatt, Sinsheim und Heidelberg. Daneben schrieb er Artikel für die Stuttgarter Zeitung Der Beobachter, das Organ der Demokraten, in dem er im Hungerjahr 1846 sozialistische Ideen zur Lösung der damaligen Wirtschaftskrise entwickelte. Im Februar 1847 ließ er sich einen Reisepass nach London ausstellen, um sich dort „in seinem Fache weiterzubilden“. Majer lebte zu dieser Zeit bei seinen Eltern auf Burg Stettenfels in Untergruppenbach bei Heilbronn, wo sein Vater Revierförster war. Er wurde als 6 Fuß groß, schlank, mit hellbraunen Haaren und blauen Augen beschrieben.

### Öffentliche Auftritte und Redakteurstätigkeit
Wie viele Apotheker beteiligte sich Majer an den revolutionären Vorgängen der Jahre 1848 und 1849. In Heidelberg, wo er Philosophievorlesungen hörte, wurde er 1848 Vorstandsmitglied des neugegründeten dortigen Arbeitervereins. Im März 1848 war er erstmals durch Reden auf Bürgerversammlungen in der Heilbronner Gegend aufgefallen, so in Flein, Gruppenbach und Neckarsulm, wo er den gewaltsamen Umsturz der bestehenden Regierung und die Einführung der Republik forderte. Großes Aufsehen erregte eine Versammlung am 30. März 1848 im Heilbronner Aktiengarten, auf der Majer ebenfalls „zur gewaltsamen Umkehrung der bestehenden Verhältniße“ aufrief. Ende März erschien im Verlag Heinrich Güldigs in Heilbronn Majers Broschüre Die französische Revolution mit Beziehung auf Teutschland, in der er das seitherige Regierungssystem als „Verrath an Menschheit und Menschlichkeit“ scharf verurteilte und sein Ideal einer sozialen und demokratischen Republik vorstellte, in der alle Vorrechte der Geburt und des Besitzes aufgehoben seien. Ab dem 1. April 1848 war Majer verantwortlicher Redakteur der ebenfalls bei Heinrich Güldig erscheinenden demokratischen Heilbronner Tageszeitung Neckar-Dampfschiff. Da der württembergische König Wilhelm I. einen Monat zuvor notgedrungen die Pressefreiheit verkündet (de facto die Vorzensur abgeschafft) hatte, konnte Majer in seinen Artikeln seine republikanischen Ideale einfließen lassen.
Majers öffentliche Auftritte und Artikel im Neckar-Dampfschiff stießen beim monarchie- und obrigkeitstreuen Teil der Heilbronner Bevölkerung auf teils heftige Ablehnung. Dass der in Heilbronn lebende Theologe David Friedrich Strauß ihn einen „verlaufenen Apothekergehilfen“ nannte, war noch eine der harmloseren Bezeichnungen. Das staatstreue Heilbronner Tagblatt bezeichnete Majer als „republikanischen Emissair“, „der in krankhafter Aufregung und politischem Wahnsinn Anarchie und Umsturz“ predige. Nachdem Nachrichten vom revolutionären Geschehen überall in Europa nach Heilbronn kamen und im März 1848 in den nahen standesherrlichen Orten Neuhütten, Weiler und Maienfels die von Abgaben an die Grundherren bedrückten Bauern die Akten der Rentämter verbrannt hatten, gerüchteweise dabei Soldaten getötet worden waren (in Wahrheit war niemand umgekommen), fürchtete das Bürgertum der Stadt um seinen Besitz und sein Leben. Unter den rund 12.500 Bewohnern Heilbronns waren etwa 800 Industriearbeiter, weitere rund 1500 Menschen arbeiteten in Handwerksbetrieben, zudem gab es 700 Soldaten in der Stadt. Majers Auftreten schürte Befürchtungen, er wolle in Heilbronn den gewaltsamen Umsturz in die Wege leiten.

### Arrest auf dem Hohenasperg
Nachdem das Oberamt Heilbronn dem Oberamtsrichter Gustav Rümelin mehrere aufrührerische Reden Majers in der Umgebung zur Anzeige gebracht hatte und zudem Zeugen ausgesagt hatten, dass Majer zu gewaltsamen Maßnahmen aufgerufen habe, lud Rümelin Majer am 3. April 1848 nachmittags vor das Oberamtsgericht. Majer erschien mit geladenem Terzerol, ließ sich nicht verhaften und floh, nachdem er die Polizei- und Gerichtsdiener mit der Pistole bedroht hatte. Rümelin unterließ eine förmliche Fahndung nach Majer, da er Tumulte befürchtete. Noch in derselben Nacht griffen jedoch zwischen Mitternacht und 1 Uhr die Heilbronner Nachtwächter Majer auf und brachten ihn in Haft. Rümelin ließ ihn umgehend aus der Stadt entfernen und zur Untersuchungshaft auf den Hohenasperg bringen. Noch am folgenden Tag veröffentlichte er im Heilbronner Tagblatt einen Bericht über die Ereignisse um die Verhaftung Majers.
Majer war der erste Gefangene, der aufgrund seiner Beteiligung an der Revolution von 1848/49 auf den Hohenasperg eingeliefert wurde. Bald erhielt er Gesellschaft von anderen Häftlingen wie dem Affenwerner, seinem Zellennachbarn, und Gottlieb Rau. Am 5. August 1848 wurde Majer u. a. wegen Vorbereitungshandlungen zum Hochverrat zu einer Festungsstrafe von 3 Jahren und 7 Monaten verurteilt; am 12. September bestätigte das Obertribunal die Entscheidung. Am 21. Oktober reduzierte der württembergische Kronprinz Karl durch einen Gnadenakt Majers Strafe auf zwei Jahre Festungsarrest. Neben der deutlichen Verkürzung der Haftzeit bedeutete dies vor allem, dass Majer nicht arbeiten musste und sich innerhalb der Festung frei bewegen konnte.

### Beteiligung an der Badischen Revolution
Am 8. Oktober 1848 meldete eine Zeitung fälschlicherweise Majers Flucht vom Hohenasperg, was die Regierung im Schwäbischen Merkur dementieren ließ. Am 18. Februar 1849 brach er abends jedoch tatsächlich aus seinem Festungsarrest aus und wurde tags darauf steckbrieflich gesucht. Er entkam nach Straßburg, konnte unter Hinweis auf eine Krankheit die bei politischen Flüchtlingen übliche Abschiebung ins Landesinnere Frankreichs abwenden und dann mit badischen Revolutionären Kontakt aufnehmen. Während der Badischen Revolution ging Majer selbst nach Baden mit der Absicht, von dort aus die Revolution nach Württemberg zu bringen. In Konstanz schrieb er für die demokratischen Seeblätter, und im schweizerischen Zürich erschien seine Broschüre Nachklänge vom Hohen-Asberg, in der er erneut seine politischen Ansichten darlegte. Er stellte zusammen mit dem Ulmer Redakteur Bernhard Schifterling eine eigene, überwiegend aus Württembergern bestehende Freischar zusammen, das Schwabencorps, das in Donaueschingen stationiert wurde, wo sich im März 1848 der Zorn der Einwohner auf die Fürsten von Fürstenberg besonders heftig entladen hatte. Mit dieser Freischar nahm Majer an Gefechten bei Hirschhorn, Ladenburg und Gernsbach teil. Ein Plan Struves, Majer am 24. Juni mit einem 150 Mann starken schwäbischen Korps von Donaueschingen aus über Schramberg und Oberndorf nach Stuttgart marschieren zu lassen, war nach der Niederlage bei Waghäusel hinfällig. Nach einer Reihe von Überfällen auf württembergisches Gebiet, die er mit etwa 60 Mann durchführte, zog sich Majer auf der Flucht vor preußischen Truppen nach Baden zurück, wo er am 7. Juli Richtung Konstanz zog. Der Plan, die Reichenau zu besetzen, misslang, dafür konnte Majers Truppe die Weinvorräte der Mainau erobern. Am 11. Juli traten die Kämpfer von Majers Korps bei Konstanz in die Schweiz über, wo ihn die Behörden nach St. Gallen weiterschickten. Er war vermögend genug, um dort ab dem 12. Juli auf eigene Kosten im Gasthof Laterne wohnen zu können, und verfasste eine weitere Broschüre mit dem Titel Würtemberg’s Verhalten zur südwestteutschen Revolution, die im Herbst 1849 in St. Gallen erschien.

### Emissär für den Kommunistenbund
Am 7. Februar 1850 verurteilte das Schwurgericht Ludwigsburg Majer in contumaciam (in Abwesenheit) zu lebenslangem Zuchthaus. Das Hofgericht Konstanz folgte am 16. August mit einer Verurteilung in Abwesenheit zu sechs Jahren Zuchthaus wegen Beteiligung am Hochverrat. Auch in der Schweiz drohte ihm die Abschiebung. Um ihr zu entgehen, beantragte er im Juli 1850 einen Pass nach Amerika, bestieg auch am 24. Juli in Le Havre das Schiff, brach die Reise aber in England ab und schloss sich in London dem von Karl Marx wiederbegründeten Bund der Kommunisten an. Marx belegte Majer wegen seines Sendungsbewusstseins mit dem Spitznamen Der schwäbische Heiland.
Im Gegensatz zu Marx und Friedrich Engels wollte Majer den bewaffneten Kampf, die Revolution, sofort weiterführen, und schlug sich daher auf die Seite der Marx-Gegner, den Sonderbund um Karl Schapper und August Willich. Als geheimer Emissär des Bundes war er ab Dezember 1850 zunächst in Paris, dann auch in der Schweiz unterwegs, vor allem im französischsprachigen Teil. Ab März 1851 betrieb er von seinem schweizerischen Wohnort Altstätten aus die Einbürgerung in die Gemeinde Salez und beantragte die Entlassung aus dem württembergischen Staatsverband. Durch demonstrativ revolutionäres Auftreten lenkte er mehrfach die Aufmerksamkeit der Polizei auf sich, wurde auch mehrfach verhaftet, kam aber jeweils so schnell wieder frei, dass der Verdacht aufkam, er sei ein Polizeispitzel und auch seine Flucht vom Hohenasperg sei schon ein abgekartetes Spiel mit den württembergischen Behörden gewesen. Wegen Majers politischer Tätigkeiten in Genf und anderen Gemeinden der französischsprachigen Schweiz und nach Bekanntwerden von Ermittlungen der Pariser Polizei gegen ihn verfügte der schweizerische Bundesrat am 29. März 1852 seine Ausweisung und lehnte am 10. April auch seine Einbürgerung ab.

### Auswanderung
Die Schweiz hatte ihn ausgewiesen, in Württemberg und in Baden wartete das Zuchthaus auf Majer. Mit den Anführern der Anti-Marx-Fraktion im Kommunistenbund hatte er sich mittlerweile ebenfalls zerstritten, er konnte also auch in England nicht mehr auf Unterstützung rechnen. In Frankreich hatte es ebenfalls Ermittlungen gegen ihn gegeben. So wanderte er im September 1852 endgültig in die Vereinigten Staaten aus. Adolf Cluss meldete Majers Ankunft Mitte September in einem Brief an Karl Marx.
Majer ließ sich als Arzt in New York nieder, wo er 1860 nachgewiesen ist. Seine Eltern waren um diese Zeit beide schon gestorben, sie hatten ihn enterbt, um die mit seiner Verurteilung einhergehende Vermögensbeschlagnahme unwirksam zu machen. Im Präsidentschaftswahlkampf 1860 unterstützte er in Indiana Carl Schurz bei seinen Bemühungen, die Stimmen der deutschsprachigen Bevölkerung für Abraham Lincoln zu gewinnen. Im Sezessionskrieg war Majer von 1862 bis 1864 als Armeechirurg der Unionstruppen tätig.

## Werke
- Die französische Revolution mit Beziehung auf Teutschland, Heilbronn 1848
- Nachklänge vom Hohen-Asberg, Zürich 1849
- Würtemberg’s Verhalten zur südwestteutschen Revolution, St. Gallen 1849